# 이크티오베나토르
이크티오베나토르(Ichthyovenator)는 현재 라오스에 위치한 스피노사우루스과 공룡의 한 속으로, 약 1억 2천만 년에서 1억 1천 3백만 년 전 백악기 전기에 살았다. 이 공룡은 사완나켓 분지의 그레 수페리우르 지층에서 수집된 화석에서 알려져 있으며, 첫 번째 화석은 2010년에 발견되었으며, 두개골이나 팔다리가 없는 부분 골격으로 이루어져 있다. 이 표본은 새로운 속과 이크티오베나토르 라오스엔시스(Ichthyovenator laosensis) 종의 정기준 표본이 되었으며, 2012년 고생물학자 로난 알랭과 동료들에 의해 기술되었다. 일반적인 이름인 "물고기 사냥꾼"은 이 공룡의 물고기 사냥 생활 방식을 의미하며, 특정 이름은 라오스를 암시한다. 2014년에는 발굴 현장에서 더 많은 유해가 발견되었다고 발표되었으며, 이 화석에는 치아, 더 많은 척추뼈 (등뼈), 같은 개체의 치골 뼈가 포함되었다.
이 정기준 표본은 길이가 8.5~10.5m이고 무게가 2.4t인 것으로 추정된다. 이크티오베나토르의 이빨은 곧고 원뿔형이었으며, 목은 스피노사우루스와 동의어일 수 있는 밀접하게 관련된 시길마사사우루스의 이빨과 유사했다. 다른 가족들과 마찬가지로 이크티오베나토르는 등에 돛을 형성하는 높은 신경 가시를 가지고 있었다. 다른 알려진 스피노사우루스과와 달리, 이크티오베나토르의 돛은 엉덩이를 따라 아래로 구부러져 두 개의 별도 돛으로 나뉘는 정현파 모양을 하고 있었다. 골반 거들은 축소되었고, 골반의 가장 윗부분인 장골은 다른 알려진 수각류 공룡들보다 치골과 좌골보다 비례적으로 길었다. 스피노사우루스과는 처음에 바리오닉스아과에 속하는 것으로 생각되었으나, 최근의 분석에서는 이를 스피노사우루스과의 원시적인 구성원으로 보고 있다.

## 발견 및 명명
이크티오베나토르의 첫 번째 화석은 2010년 라오스 사완나켓주 사완나켓 분지의 그레 수페리우르 지층의 반 칼룸에서 발견되었다. 이 화석화된 뼈들은 표면적이 2m2 미만인 붉은 사암층에서 발견되었다. 표본 번호 MDS BK10-01에서 15번으로 지정된 이 뼈들은 두개골과 팔다리가 없는 부분적으로 관절이 잘 보존된 골격으로 이루어져 있으며, 세 번째부터 마지막까지 등뼈, 마지막 등뼈의 신경 척추, 다섯 개의 부분 천골 (엉덩이) 척추, 처음 두 개의 꼬리 척추, 모두 장골 (주 엉덩이뼈), 오른쪽 치골 (주 엉덩이뼈), 오른쪽 치골, 그리고 뒤쪽 등뼈로 구성되어 있다. 열두 번째 등뼈는 지형학적 왜곡으로 인해 앞에서 뒤로 볼 때 옆으로 구부러져 있다. 천골의 중심 (척추체)은 침식으로 인해 대부분 불완전하지만, 상부 가장자리가 온전한 상태로 모든 척추를 보존하고 있다. 이크티오베나토르가 설명할 당시, 현장에서의 발굴 작업은 여전히 진행 중이었다.

## 묘사

인간과 비교한 다양한 스피노사우루스과 (청록색으로 이크티오베나토르, 오른쪽에서 먼저)의 크기

2016년, 그레고리 S. 폴은 이크티오베나토르의 길이가 약 8.5m이고 무게가 2t일 것이라고 추정했다. 같은 해, 다른 화석 표본 길이가 10.5m, 엉덩이 높이가 2.95m, 몸무게가 2.4t이라고 추정했다.
이크티오베나토르의 치아는 원뿔형이고 곧았으며 톱니가 없었다. 상악 치아와 치아의 앞쪽 가장자리는 치관의 바닥에서 분명하게 보였다. 이크티오베나토르의 뒤쪽 경추와 앞쪽 등뼈의 앞쪽 관절면은 높이보다 1.5배 더 넓고 중심 길이보다 넓었다. 그들은 또한 견고한 앞쪽 결절 (골격근 부착 과정)을 가지고 있었고, 지갑질층 (골판)이 없어서 지갑질층과 지갑질층 (골판)이 개방된 아래쪽을 가지고 있었다. 첫 번째 등뼈는 광범위한 횡단 과정 (갈비뼈와 관절을 이루는 날개 모양의 돌기)과 그 기저부의 앞쪽과 뒤쪽에 공기 주머니로 채워진 깊은 굴착이 있었다. 하반신 (갈비뼈의 양정과 연결된 과정)은 뒤쪽 경추에서 첫 번째 등쪽으로 높이가 증가했으며, 그 아래쪽은 중앙의 앞쪽 아래쪽 가장자리와 접촉한 상태로 남아 있었다. 이는 대부분의 수각류에서 하반신이 경추에서 등쪽 척추로 전환되는 동안 하반신이 척추 위쪽으로 이동했던 상태와는 다르다. 이러한 모든 특징은 시길마사사우루스에서도 나타났다. 이크티오베나토르의 중경부 척추뼈는 목 뒤쪽으로 갈수록 점점 짧아지는 길고 다소 넓은 중심부를 가지고 있었으며, 바닥면에는 잘 발달된 용골이 있었는데, 이는 스피노사우루스과인 바리오닉스, 수코미무스, 시길마사사우루스, 발리보나베나트릭스와 공통적으로 나타나는 특징이다. 이크티오베나토르의 경추 신경 척추는 시길마사사우루스와 바리오닉스보다 높았지만, 중간 경추에 있는 두 분류군과 칼날 모양을 공유했다. 열두 번째 등뼈 근처에서 발견된 완모식표본 등쪽 갈비뼈는 다른 중간에서 큰 크기의 수각류의 갈비뼈와 전형적인 머리를 가지고 있었다. 갈비뼈 축은 반원형을 이루었다. 갈비뼈의 하단은 양쪽 옆으로 약간 확장되었고 앞뒤로 약간 확장되었다. 이 상태는 다른 수각류의 갈비뼈에서 볼 수 있는 가늘고 뾰족한 끝과 달리, 흉골 (가슴뼈)의 복합체와 관절된 가장 뒤쪽 등쪽 갈비뼈를 시사한다.